# Фабрицкое
Фабрицкое — село в Репьёвском районе Воронежской области Российской Федерации. Входит в состав Скорицкого сельского поселения.

## Топоним
Известен как Фабрицкий, Фабрикский, Фабричный («Памятная книжка Воронежской губернии на 1887 год». Воронеж: Типо-литография губернского правления, 1887; «Памятная книжка Воронежской губернии на 1892 год». Воронеж: Типо-литография губернского правления, 1892).
По местной легенде, от фамилии первопоселенца.

## География
Стоит по берегам реки Ланин, по автодороге 20Н-5-26.

### Улицы
- ул. Победы
- ул. Трушова
- пер. Южный

## История
В середине XVII века из слободы Петровской (Репьевской) пришел в степь на 12 км к востоку крестьянин Фабрицкий, не имевший пахотной земли. Он поселился на протоке Ржавец. За ним потянулись и другие переселенцы из слободы. Так возник хутор Фабрицкий. В конце XVIII века жители Фабрицкого вместе с репьевцами попали в крепостную зависимость.
Свободолюбивые по своей природе и сложившимся историческим обстоятельствам жители упорно боролись за освобождение. В 1848 году они выкупили свою волю. Условием освобождения была выплата Московскому опекунскому совету до 1887 года огромной по тем временам суммы денег: каждая семья должна была ежегодно выплачивать по 76 рублей за имевшуюся мужскую душу.
Впервые название хутора появилось на карте Воронежской губернии в 1797 году. Согласно справке за 1858 год, здесь были 74 двора, 654 жителя. Население относилось к категории государственных крестьян. Фамилии хуторян в основном украинские: Дьяченко, Гриценко, Лейба, Оберемченко, Славгородский и другие. Из 34 фамилий 16 были такими же, как и в Репьевке. В 1880 году была открыта церковно-приходская школа, в 1915 году — земская. В селе имелись крупорушка, два маслобойных станка.

## Население
| 2010 |
| ---- |
| 222  |

## Инфраструктура
Личное подсобное хозяйство с зоной сельскохозяйственного использования, индивидуальная застройка усадебного типа.
Основа экономики — сельское хозяйство.

## Транспорт
Остановка общественного транспорта «Фабрицкое».